# Torre de Obato
Torre de Obato es una pedanía y una población de Graus, provincia de Huesca, Aragón; haciendo frontera con el municipio de Perarrúa.
Se ubica sobre el río Ésera y la población de Las Ventas de Santa Lucía; en un terreno muy accidentado bajo el Tozal de la Guardia - 1067 msnn - y discurre por el lugar el barranco de la Cuadra; que desemboca en el Ésera por debajo del pueblo. Se accede por una carretera local que sale de la HU-V-6441, carretera que sube a los pueblos de Panillo y Pano; y que accede al municipio de La Fueva, con conexión con la pedanía de Lapenilla. La carretera que atraviesa Torre de Obato, sube hasta Ejep.
Tiene una población de 19 habitantes.

## Población y patrimonio
La población en si, se ubica sobre un cerro donde daría la alusión a un supuesto castillo desaparecido; motivo del origen topónico de Torre de Obato. La mayoría de las casas de la población datan entre los siglos XVII y XVIII; siendo lo más llamativo del pueblo.
La iglesia parroquial es de estilo románico; con su ábside, sus capillas y las torres que fueron erigidos hacia el siglo XVIII; dentro de la iglesia, se ubica un retablo con la Virgen de la Leche; que procedía de una ermita que se ubicaba en el paraje de Cuadra de Sopena, al otro lado del pueblo, a la que se menciona que hubo un castillo que tenía función defensivo; actualmente, solo queda sus cimientos.
Abundan palacios dentro del núcleo; incluyendo el de Callán; que data del siglo XVII, con bajos llenos de pórticos, ventanas de fina canterería y una pequeña capilla. En la carretera que sube a Ejep; se alza la ermita dedicada la virgen de Cunillero; donde en el retablo, se encuentra una Virgen rodeado de pequeños conejos; y que suele celebrar una romería dedicada a ella.